# Давор Јеласка
Давор Јеласка (Сплит, 25. новембар 1907 — Сплит, 5. децембар 1995, бивши је југословенски, васлачки репрезентативац, тренер, судија и коструктор чамаца. Веслачку активност почео је 1921. у ВК Гусар из Сплита, чији је члан остао све до смрти.
Значајнији резултати у току каријере били су: Првак Јуославије у скифу 1930. 1933. 1936—1937, и у дубл скулу 1931—1932, 1934, 1936.
Учесник је Европском првенству 1931. у Паризу у дубл скулу а у скифу Европском првенству 1933. у Будимпешти и Олимпијским играма 1936. у Берлину.
Активну веслачку каријеру је завршио 1938, и посветио се као аматер тренерском позиву. Највечи успех постиже на Летњим олимпијским играма 1952. у Хелсинкију када је четвреац без кормилара који је он тренирао освојио прву златну медаљу за југословенски веслачки спорт. Постао је тренер веслачке репрезентације и радио у техничким комисијама. На Олимпијским играма 1956. у Мелбурну био је тренер скифисте Перице Влашића, а на Олимпијским играма 1969. у Риму тренер дубул скула.
У сенци његових веслачких успеха и као веслача и као тренера, остала је његова надареност за уметнички рад с дрветом који је специјализовао пре рата у Немачкој, а која је у његовој веслачкој активности дошла до пуног изражаја и дала признање врсног конструктова веслачких чамаца (скифа у којем се такмичио, осмерца и дубл скула.
За свој рад у веслачком спорту Давор Јеласка примио је бројна признања, између осталих од ФНРЈ, Олимпијског коитета Југославије, Веслачког савеза Југославије, Веслачког савеза Хрватске и Веслачког клуба Гусар. за услех на Олимпијским играма 1952.
Поводом 60 година рада Давор Јеласка примио је низ спризнања свис спортских форума, од најнижих до највиших. Године 1980. добио је Награду града сплита за нарочите успехе постигнуте у физичкој култури и спорту.